# 10190 Suzannedodd
10190 Suzannedodd este o planetă minoră (asteroid), cu un diametru de 5,097 km, din centura de asteroizi. A fost descoperită pe 14 iulie 1996 la Haleakalā Observatory⁠(d) de Near Earth Asteroid Tracking. 
Obiectul prezintă o orbită caracterizată de o semiaxă mare de 2,8511267 UAi, o excentricitate de 0,04, o înclinație de 3,19043 ° în raport cu ecliptica.